# Aion S
GAC Aion S — компактний електричний седан, вироблений Aion, торговою маркою корпорації GAC Group. Електромобіль було показано на Auto Guangzhou 2018 року.

## Опис

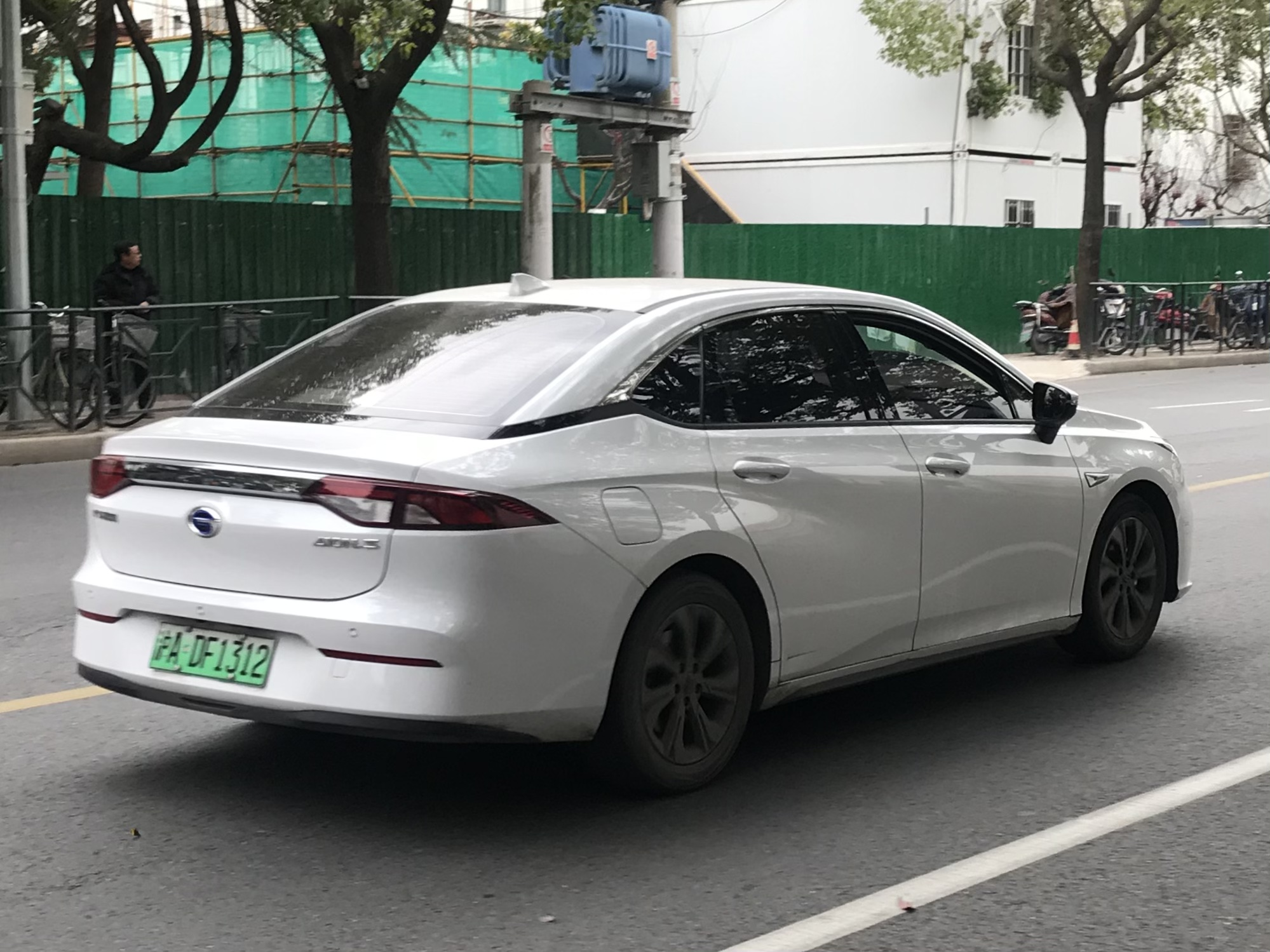
Aion S

В основі седана Aion S лежить платформа GEP (GAC Electric Platform) для другого покоління. Підвіски: McPherson спереду і торсіонна балка ззаду. Дно плоске, аеродинамічний коефіцієнт (0,245).
Машина використовує інтегрований блок "двигун, гідротрансформатори, редуктор" E-Axle від Nidec, який важить до 87 кг.

### Aion S Plus

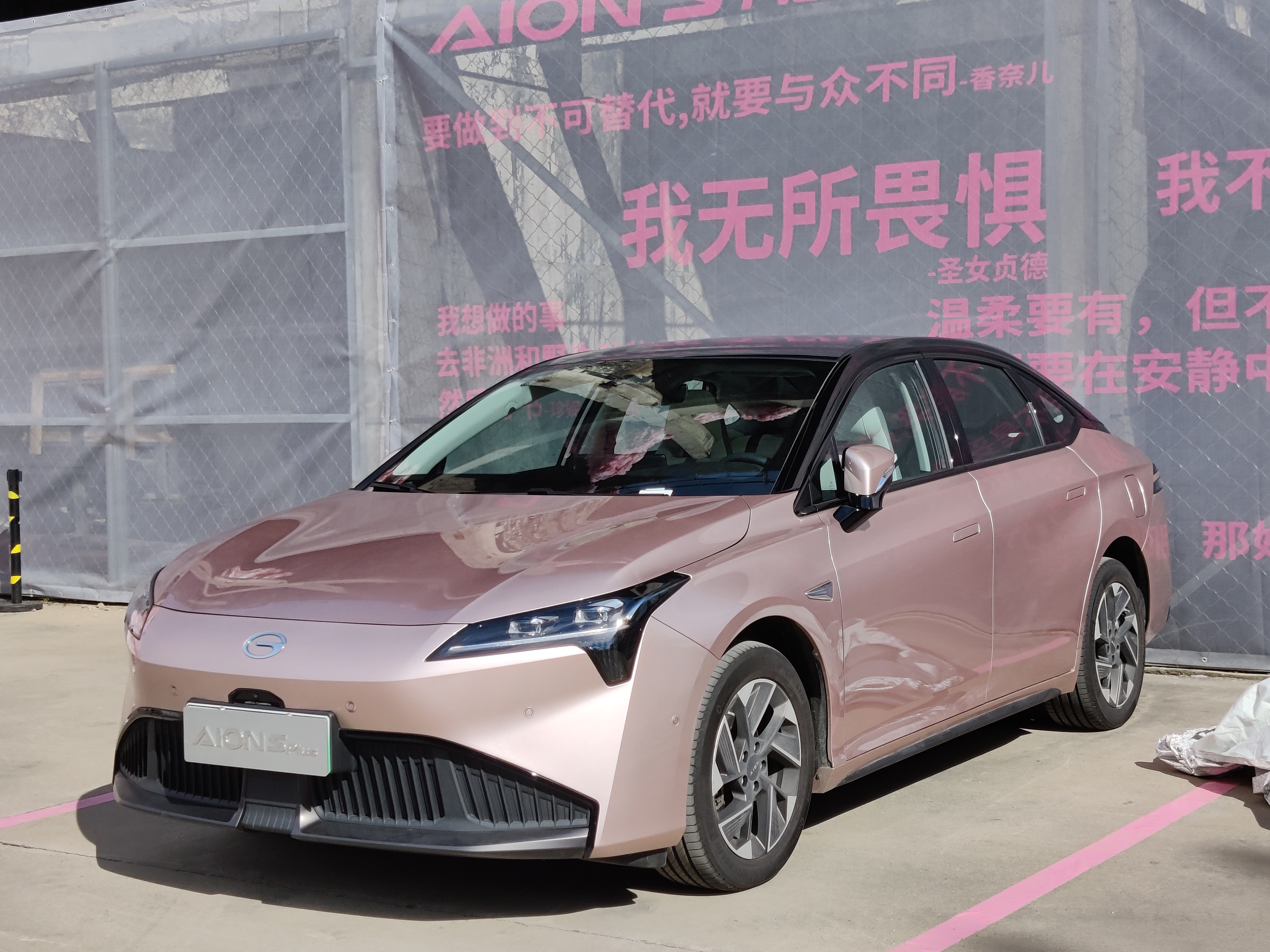
Aion S Plus

У 2021 році був представлений Aion S Plus, дизайн якого відрізнявся від Aion S, в автівки дещо інші зовнішні розміри та вибір трьох типорозмірів батареї 50.6, 58.8 та 69.9 кВт-год та електродвигунів 136, 204 та 224 к.с. Попередньо представлений концепт-каром Aion ENO.146, Aion S Plus є дуже аеродинамічним транспортним засобом з коефіцієнтом опору 0,211.